# Associação Teutoniense de Futsal
A Associação Teutoniense de Futsal, conhecida também por ASTF, é um clube brasileiro de Futebol de Salão da cidade de Teutônia (Rio Grande do Sul), fundado no dia 2 de fevereiro de 2009.

## História
A Associação Teutoniense de Futsal (ASTF) foi criada em uma assembleia no ano de 2009. A entidade se tornou responsável por manter o Futsal na cidade de Teutônia, sendo que a intenção dos fundadores era criar uma entidade exclusivamente voltada para esta modalidade esportiva, que nas quadras seria conhecida como Teutônia Futsal.
No ano de 2013, a ASTF conquistou o vice campeonato da Série Prata, garantindo o acesso à Série Ouro do Campeonato Gaúcho de Futsal no ano de 2014.

## Títulos
- Vice-Campeonato Gaúcho Série Prata: 2013

## Elenco
- Última atualização: 15 de Julho de 2018 (UTC).